# David Brodie
David Leitch Smellie Brodie (* 29. Mai 1910 in Barrhead, East Renfrewshire; † 6. Juni 1996 in Glasgow) war ein schottischer Hockeyspieler, der 1948 mit der britischen Nationalmannschaft Olympiazweiter war.

## Sportliche Karriere
Brodie war Mitglied im Babcock and Wilcox Hockey Club. Er war in diversen Sportarten aktiv, unter anderem hütete er beim Fußball und Hockey das Tor. Im Hockey machte er insgesamt 17 Länderspiele für die schottische Nationalmannschaft, wobei er erst 1947 in der Nationalmannschaft debütierte. 1948 stand er bei den Olympischen Spielen in London im Tor der britischen Nationalmannschaft. Die Briten gewannen ihre Vorrundengruppe mit 19:0 Toren und besiegten im Halbfinale die Mannschaft Pakistans mit 2:0. Im Finale unterlagen sie der indischen Mannschaft mit 0:4. Brodie bot dabei eine herausragende Leistung und verhinderte vermutlich einen zweistelligen Sieg der Inder. Er bekam in diesem Finale so viele Bälle auf den Körper, dass er nach dem olympischen Turnier jahrelang nicht mehr im Tor spielen konnte, sondern bis zur völligen Genesung als Außenspieler auflief. Erst 1955 spielte er wieder im Tor.